# Variable de contrôle
Pour la méthode de Monte-Carlo, une variable de contrôle peut être utilisée afin d'obtenir une réduction de la variance, en exploitant la corrélation entre plusieurs statistiques.

## Exposé du principe
On cherche à estimer le paramètre µ, et on dispose d'une estimation m non-biaisée de µ ; autrement dit, {\displaystyle \mathbb {E} \left[m\right]=\mu }. On dispose d'une autre statistique t, telle que {\displaystyle \mathbb {E} \left[t\right]=\tau }, et sa corrélation avec m, ρmt, est connue. En supposant connues toutes ces constantes, on peut construire un nouvel estimateur, pour une constante c donnée :
{\displaystyle m^{\star }:=m-c\left(t-\tau \right).}
On montre que cet estimateur est un estimateur non-biaisé de µ, quel que soit le choix de la constante c. En outre, on peut montrer que le choix
{\displaystyle c:={\frac {\sigma _{m}}{\sigma _{t}}}\rho _{mt}}
permet de minimiser la variance {\displaystyle \sigma _{m^{\star }}^{2}} de {\displaystyle m^{\star }}. Pour ce choix de c, la variance de l'estimateur vaut alors
{\displaystyle \sigma _{m^{\star }}^{2}=\left(1-\rho _{mt}^{2}\right)\sigma _{m}^{2}};
Par construction, la variance de {\displaystyle m^{\star }} sera inférieure à celle de l'estimateur initial m, d'où le terme de réduction de variance. Plus la corrélation  est importante, plus la réduction de la variance sera importante.
Lorsque les écart-type σm, σt, ou la corrélation ρmt sont inconnus, on peut les remplacer par leurs estimations empiriques.

## Exemple
On souhaite évaluer
{\displaystyle \int _{0}^{1}{\frac {1}{1+t}}\,\mathrm {d} t}
dont la vraie valeur est {\displaystyle \ln(2)=0,69315}. Puisque cette intégrale peut être vue comme l'espérance de f (U), avec U la loi uniforme continue standard sur [0;1] et {\displaystyle f(x)=(1+x)^{-1}}, une estimation de Monte-Carlo est envisageable.
L'estimation classique se base sur un échantillon de n tirages de la loi uniforme u1, ..., un et vaut
{\displaystyle I_{n}={\frac {1}{n}}\sum _{i}f(u_{i})}
On introduit comme variable de contrôle T = 1+U. Cette variable est uniforme continue sur [1;2], son espérance vaut 3/2 et sa variance 1/12. Par construction, sa covariance avec f (U) est
{\displaystyle 1-{3 \over 2}\times \mathbb {E} (m)=-{\frac {3\ln 2-2}{2}}}.
À l'aide d'un logiciel de calcul formel, on peut continuer à évaluer exactement toutes les autres quantités entrant en jeu dans la méthode ; mais le plus pratique reste de remplacer tous les moments par leur contrepartie empirique. Avec un échantillon de n = 1500 réplications, on trouve σm = 0,14195, ρ = –0,98430 et σt = 0,29002. La constante optimale vaut -0,48175. On trouve les résultats suivants :
|                        | Estimation | Variance |
| Monte Carlo basique    | 0,69631    | 0,02015  |
| Monte Carlo – contrôle | 0,69356    | 0,00063  |

Grâce à la corrélation massivement négative avec la variable de contrôle, on parvient à réduire très significativement la variance de l'estimateur de Monte-Carlo.